# Rodrigo Lopez
Pour les articles homonymes, voir Rodrigo López et López.
Rodrigo Lopez, dont le nom originel était probablement Rodrigo Lopes (né vers 1525, exécuté le 7 juin 1594), a été le médecin de la reine d'Angleterre Élisabeth, et a pu servir de modèle pour le personnage de Shylock dans la pièce de Shakespeare, le Marchand de Venise.

## Biographie
Rodrigo Lopez est né à Crato au Portugal et élevé comme un nouveau-chrétien, mais il est chassé du Portugal par l'Inquisition portugaise, et considéré comme un marrane (officiellement chrétien, mais continuant à judaïser en secret).
Il s'installe à Londres en 1559 et recommence avec succès l'exercice de son métier de docteur et devient médecin interne à l'Hôpital Saint-Barthélemy. En dépit de préjugés racistes et de jalousie professionnelle, il développe une large clientèle parmi des gens puissants comme Robert Dudley, le 1er Comte de Leicester, ou Sir Francis Walsingham, connu comme le « maître-espion » d'Élisabeth. Des rumeurs courent, que son succès serait moins dû à son talent médical qu'à son talent pour la flatterie et l'autopromotion. En 1584, dans un pamphlet diffamatoire attaquant Dudley, il est suggéré que Lopez fabrique des poisons pour Dudley ainsi que pour d'autres nobles. En 1586, il atteint le pinacle de sa profession en étant nommé médecin-chef de la reine. Lopez est récompensé par la reine, en obtenant en 1589, le monopole de l'importation de l'anis et du sumac en Angleterre. Son succès continue jusqu'à l'approche de sa retraite. Il est vu, du moins en apparence comme un protestant consciencieusement pratiquant.
En octobre 1593, il est riche et dans l'ensemble respecté. Il possède alors une maison à Holborn, dans Central London, et a inscrit son fils au Winchester College. C'est à cette époque qu'un réseau compliqué d'intrigues contre Antoine, prieur de Crato (prétendant illégitime au trône du Portugal, protégé par la reine Élisabeth), commence à voir le jour. Par la suite, Lopez est accusé par Robert Devereux, 2e comte d'Essex de conspirer avec les émissaires espagnols pour empoisonner la reine. Il est arrêté le 1er janvier 1594, déclaré coupable en février et exécuté par (pendaison suivie de démembrement et décapitation) le 7 juin. La reine elle-même n'était pas très certaine de sa culpabilité, ce qui explique le délai entre la sentence et l'exécution, et Lopez a toujours clamé jusqu'à son exécution, son innocence des accusations de trahison, et la sincérité de sa conversion du judaïsme au christianisme. Selon l'historien William Camden, juste avant d'être pendu, il crie à la foule assemblée, qu'il aime la reine ainsi que Jésus-Christ, mais la foule s'est mise à rire, considérant qu'il est toujours un Juif, et qu'il ne cherche qu'à échapper à la sentence
Certains historiens et critiques littéraires considèrent que Lopez et son procès ont eu une influence sur la pièce Le Marchand de Venise de William Shakespeare, « de nombreux spécialistes Shakespearien pensent que le Dr. Lopez a été le prototype pour Shylock », que l'on suppose avoir été écrit entre 1594 et 1597, bien que la pièce repose indubitablement plus sur le Juif de Malte de Christopher Marlowe.